# 8467 Benoîtcarry
8467 Benoîtcarry eller 1981 ES35 är en asteroid i huvudbältet som upptäcktes den 2 mars 1981 av den amerikanska astronomen Schelte J. Bus vid Siding Spring-observatoriet. Den är uppkallad efter Benoît Carry.
Asteroiden har en diameter på ungefär 6 kilometer.